# Winters (California)
Winters è una città degli Stati Uniti d'America situata nella Contea di Yolo, nello Stato della California. Nel 2013 contava 6.892 abitanti.